# Deuxième périphérique de Pékin
 (janvier 2021).
Si vous disposez d'ouvrages ou d'articles de référence ou si vous connaissez des sites web de qualité traitant du thème abordé ici, merci de compléter l'article en donnant les références utiles à sa vérifiabilité et en les liant à la section « Notes et références ».
Le deuxième périphérique de Pékin (chinois : 二环路 ; pinyin : èrhuán lù) est l'une des six rocades successives qui ceinturent la ville de Pékin, en Chine.
Le premier périphérique n'existant plus qu'en théorie, le deuxième est en réalité le plus resserré autour des deux districts du centre-ville de Pékin : Xicheng et Dongcheng. D'une longueur de 32,7 kilomètres, il correspond pour l'essentiel au tracé des anciens remparts de Pékin autour de la ville tartare et de la ville chinoise. La ligne 2 du métro de Pékin suit le tracé du deuxième périphérique dans sa partie nord, autour de l'ancienne ville tartare.
Comme sur le troisième, la vitesse est limitée à 80 km/h sur le deuxième périphérique.

Carte des murs de la ville de Pékin.